# Georg Carstensen

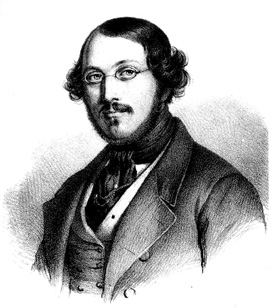
Georg Carstensen um 1845

Johan Bernhard Georg Carstensen (* 31. August 1812 in Algier; † 4. Januar 1857 in Kopenhagen) war ein dänischer Offizier und Unternehmer. Er war der Gründer dreier Kopenhagener Vergnügungsetablissements: „Tivoli“, „Casino“ und „Alhambra“.

## Leben
Carstensens Vater war Diplomat und 1812 dänischer Generalkonsul in Algier. Georg Carstensen verbrachte einen großen Teil seiner Kindheit im Orient. Nach einer Periode großer Reisen entschloss sich Carstensen die Offizierskarriere zu ergreifen, die er als Leutnant beendete.

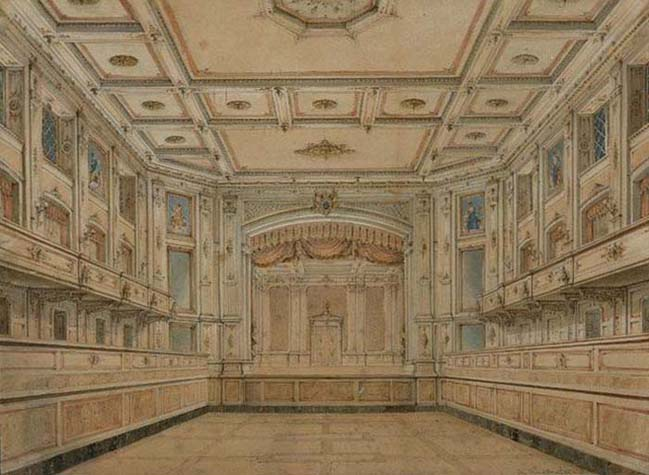
Saal im Casinogebäude

 1835–1837 bereiste er Spanien, Marokko und Algerien. Via Paris ging er 1837–1838 in die USA. Dann kehrte Carstensen über England und Frankreich zurück nach Kopenhagen. Dort gab er 1839–1841 eine Literatur- und Kunstzeitschrift Portefeuillen heraus und danach einen Figaro (1841–1842). Für Carstensens Abonnenten wurden zu Werbezwecken große Festbankette mit Musik und Feuerwerk organisiert. Ort der Feste waren der Königsgarten (Kongens Have), Classens Have oder die Reitschule von Schloss Christiansborg. Als musikalischer Leiter und Dirigent fungierte zumeist Hans Christian Lumbye.

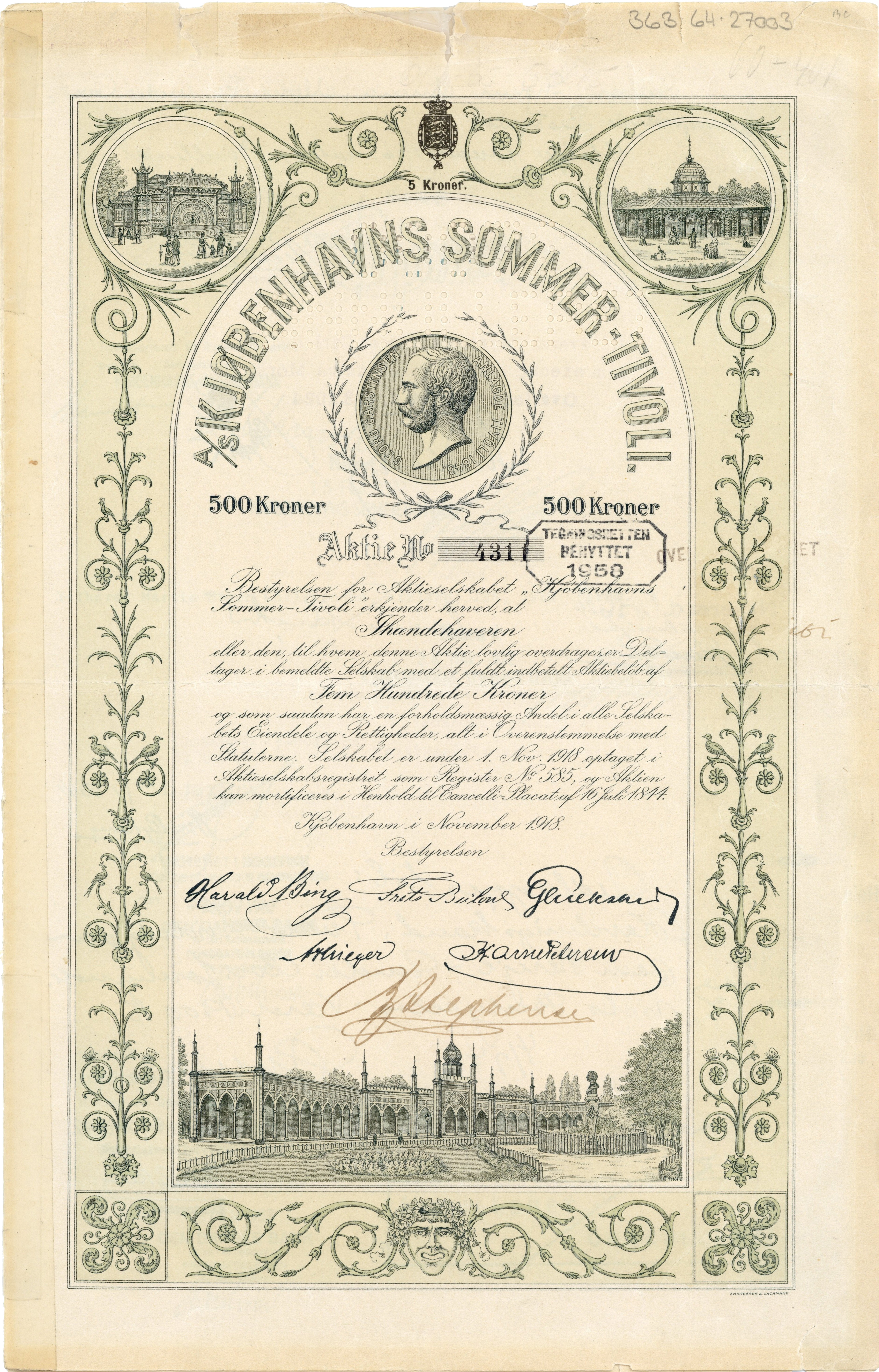
Aktie der A/S Kjøbenhavns Sommer-Tivoli über 500 Kronen, ausgestellt im November 1918 in Kopenhagen, verziert mit der Büste des Tivoli-Gründers Georg Carstensen

Aufgrund des Erfolgs dieser Feste ersuchte Carstensen König Christian VIII. um das Privileg für einen Vergnügungspark nach dem Vorbild der Vauxhall Gardens in London. „Wenn sich das Volk amüsiert, macht es keine Revolution“, soll Carstensen in persönlicher Audienz beim König argumentiert haben - und dieses Argument soll den König besonders beeindruckt haben. Carstensen erhielt 1843 eine Genehmigung auf fünf Jahre, ein so genanntes Tivoli unter dem Namen Kjøbenhavns Tivoli og Vauxhall zu betreiben. Am 15. August 1843 öffnete der Vergnügungspark seine Pforten. Carstensen selbst hatte die meisten (Holz-)Bauten entworfen, von deren Originalzustand ist allerdings heute praktisch nichts mehr erhalten.
Nach dem Tivoli als Sommerfestort versuchte Carstensen 1847 ein „Wintertivoli“ zu schaffen, das „Casino“. Dieses ging jedoch bald in Konkurs und wurde in ein volkstümliches Theater umgebaut. 1848 nahm Carstensen am Krieg um Schleswig teil, wurde aber von der Leitung der Tivoli-Gesellschaft abgesetzt. Der ideenreiche, abenteuerlustige Mann galt als Verschwender und ungeeignet für den Alltagsbetrieb.

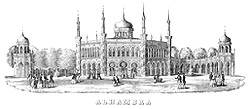
Kopenhagener Alhambra

Nach dem Zerwürfnis um Tivoli meldete sich Carstensen auf vier Jahre zum Heer in Dänisch-Westindien. Im Jahr 1852 reiste er nach New York und gestaltete mit Karl Gildemeister den New York Crystal Palace für die Exhibition of the Industry of All Nations (1853). 1855 kehrte er nach Kopenhagen zurück und versuchte, als Konkurrenz zu Tivoli, den Alhambragarten in Frederiksberg aufzubauen. Er starb jedoch vor der Fertigstellung des Projekts. Dieses Unternehmen endete, unter anderem wegen der schlechten Beheizbarkeit des großen Saals, als Fiasko. Die Investoren des Projekts verloren ihr Geld, die Alhambra wurde aber von anderen bis 1869 weiter geführt und dann abgerissen.
Carstensen entwarf 1856 auch eines von Kopenhagens ersten Straßenbahnprojekten.
Er liegt im Garnisons Kirkegård von Kopenhagen begraben. Hans Christian Andersen widmete dem früh Verstorbenen ein zu Herzen gehendes Abschiedsgedicht.